# Mellandrag
Ett mellandrag (tyska: Zwischenzug, uttalas [ˈtsvɪʃənˌtsuːk]; ibland även intermezzo) är ett taktiskt schackmotiv som innebär att fördröja ett förväntat drag och istället spela ett annat drag som utgör ett omedelbart hot och samtidigt förstärker det fördröjda dragets effekt. När mellandraget är en schack kallas det ibland mellanschack.